# Kreuzklemmknoten
Der Kreuzklemmknoten (auch Heddenknoten) ist ein einfach zu knüpfender Klemmknoten.

## Namen und Geschichte
Bei dem Kreuzklemmknoten handelt es sich um einen „umgedrehten“, d. h., in die entgegengesetzte Richtung belasteten Klemheist. Chet Hedden beschrieb ihn 1960 im amerikanischen Magazin Summit als „Hedden hitch“ (dt. Heddenknoten).

## Anwendung
Gegenüber dem Klemheist bietet der Kreuzklemmknoten eine bessere Klemmwirkung. Der Kreuzklemmknoten findet Verwendung als Sicherungsknoten zum Aufstieg am Fixseil, wohingegen der Klemheist in der Baumpflege häufig als Sicherung beim Abseilen mit der Abseilacht genutzt wird.

## Knüpfen
Die Bucht einer Endlosschlinge wird um ein Seil geschlungen und das Schlingenende nochmals durch die Bucht gezogen. Dichtgeholt überkreuzen sich die auf- und absteigenden Enden. Die Bucht, die die Last aufnimmt, kommt also vom oberen Ende der Wicklungen, nicht wie beim Klemheist vom unteren Ende.
Die Wicklungen um das Seil können mehrfach durchgeführt werden, wobei jede weitere Wicklung eine zusätzliche Klemmkraft entwickelt.

## Alternativen
- Zum Aufstieg am Seil wird meist der Prusikknoten verwendet.
- Neue Lösungen bei Verwendung von Bandschlingen, der FB-Prusik und – noch einfacher und wirkungsvoller – der FB-Kreuzklemm.
- Mit Handschuhen besonders gut verschiebbar ist der Karabinerklemmknoten.
- Für große Lasten ist der FB-Bandklemmknoten zu verwenden.
- Beim Baumklettern wird der Blake-Knoten verwendet.
- Der Eiszapfenstek ist eine weitere Variante.